# Jo Almeida
Jo Almeida (ibland som Jo Dog) är en brittisk gitarrist och konstnär, mest känd som medlem av glamrock-gruppen The Dogs D'Amour.

## Musikkarriären
Almeida anslöt till det då relativt okända Dogs D'Amour 1985 efter att bandet släppt sin debut-lp The State We're In på ett finländskt skivbolag. Han ersatte  Dave Kusworth. Efter fyra album och växande framgångar, speciellt i hemlandet Storbritannien och Norden, splittrades gruppen i början av 1990-talet efter en incident med sångaren Tyla och en trasig ölflaska på scen. Dogs D'Amour återförenades för en platta år 1993, men då utan Almeida.
Jo Almeida spelade en kort tid under 1991 live med gruppen Last Bandits, och flyttade året därpå till Los Angeles, där han grundade det kortlivade Blackouts tillsammans med medlemmar ur Kills For Thrills, bland annat Gilby Clarke. År 1992 blev han medlem i Andy McCoys Shooting Gallery, men utan kommersiella framgångar splittrades även det bandet. 
Under mitten av 1990-talet spelade Almeida med Gilby Clarke och Badge. År 1998 startade han gruppen Sonic Boom med bland annat Paul Black från LA Guns. På 2000-talet blev Almeida dessutom en uppskattad musiker inom USA:s country-kretsar. Tillsammans med sångerskan Dawn McCoy grundade han det country-influerade bandet Hawkeye och turnerade 2004 med country-stjärnan Chris Richards. 
Almeida medverkade också på en ny Dogs D'Amour-skiva och turné år 2001, men samarbetet blev kortlivat.
De senaste åren har han främst arbetat med Chris Richards, Dawn McCoy och Sonic Boom.

## Övrigt
Som konstnär är Jo Almeida mest känd för sina skulpturer av gitarrer. Han har också fungerat som fotomodell för stickningsboken Punk Knit. Förutom gitarr, spelar han bland annat dobro och mandolin.

## Jo Almeidas band
- The Dogs D'Amour
- Last Bandits
- Blackout
- Shooting Gallery
- Badge
- Borracho
- Bubble
- Sonic Boom
- Junkyard
- Hawkeye

## Diskografi
Album
- In The Dynamite Jet Saloon (The Dogs D'Amour, 1988)
- A Graveyard of Empty Bottles (The Dogs D'Amour, 1989)
- Erroll Flynn/King of Thieves (The Dogs D'Amour, 1989)
- Straight??!! (The Dogs D'Amour, 1990)
- Pawnshop Guitars (Gilby Clarke, 1994)
- Happy Ever After (The Dogs D'Amour, 2000)
- Sundown and Yellow Moon (Sonic Boom, 2001)